# 里尼奥索
里尼奥索（法語：Rignosot，法語發音：[ʁiɡnozo]）是法国杜省的一个市镇，属于贝桑松区。

## 地理
里尼奥索（47°23'18"N, 6°11'39"E）面积3.85 平方千米，位于法国勃艮第-弗朗什-孔泰大區杜省，该省份为法国东部内陆省份，北起上索恩省，西接汝拉省，东部及东南部与瑞士接壤，东北部与贝尔福地区省接壤。
与里尼奥索接壤的市镇（或旧市镇、城区）包括：拉图尔德赛、科尔塞勒-米耶洛、里涅。

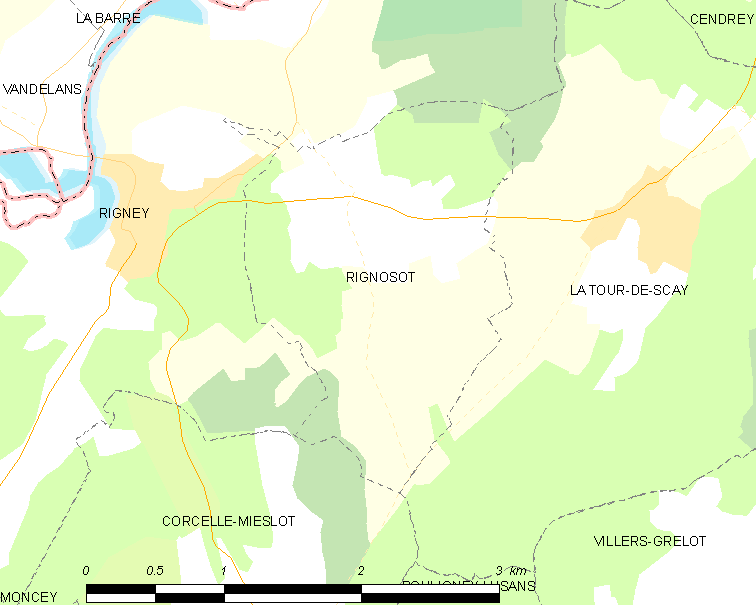
里尼奥索的OSM定位图

里尼奥索的时区为UTC+01:00、UTC+02:00（夏令时）。

## 行政
里尼奥索的邮政编码为25640，INSEE市镇编码为25491。

## 政治
里尼奥索所属的省级选区为博姆莱达姆县。

## 人口

1962-2008年间里尼奥索人口变化图示

里尼奥索于2022年1月1日时的人口数量为109人。